# Mike Diana
Mike Diana (1969) è un fumettista statunitense.
È noto per essere il primo autore statunitense che sia mai stato condannato per il reato di oscenità (obscenity).

## Biografia
Nei primi anni novanta,  Mike Diana cominciò a realizzare un fumetto adulto dal titolo Boiled Angel. Si trattava di un fumetto amatoriale, che nei contenuti rompeva diversi tabù e ritraeva scene crude e violente; venne distribuito unicamente presso un numero limitato di rivenditori. Nel 1991, durante un'indagine in Florida per un caso di omicidio, un funzionario di polizia rinvenne una copia di Boiled Angel e, alla disperata ricerca di indizi, contattò Diana, lo informò di essere un sospetto per il delitto, e richiese un campione di sangue. Il vero colpevole fu tuttavia arrestato di lì a poco e Diana non venne perseguito. Il funzionario di polizia, tuttavia, raccolse altri numeri di Boiled Angel e li inoltrò alla procura della Florida, dove vennero conservati. Due anni più tardi Stuart Baggish, assistente del procuratore, notò gli albi di Diana, e informò Diana che era stato accusato del reato di oscenità, per aver pubblicato il materiale, per averlo distribuito e per averlo pubblicizzato. Diana contattò quindi il Comic Book Legal Defense Fund, organizzazione no-profit che si rifà al primo emendamento per la libertà di espressione, che gli garantì assistenza legale.
Diana era impiegato come bidello di una scuola elementare, e aveva usato la fotocopiatrice della scuola per riprodurre i suoi fumetti, che rappresentavano tra le altre cose violenze sessuali e persone segate in due. Diana, che secondo alcuni aveva anche lasciato il suo materiale all'interno della scuola, venne licenziato.
Dopo un breve processo, Diana fu dichiarato colpevole di tutte e tre le accuse. Fu condannato alla libertà vigilata per tre anni, periodo durante il quale la sua casa fu oggetto di perquisizioni, per verificare se non fosse ancora in possesso o non stesse ancora producendo materiale "osceno". Diana, dunque, non poteva disegnare i suoi fumetti nemmeno per "uso personale". Fu inoltre condannato a non poter avere contatti con minori di diciotto anni, a sottoporsi a test psicologici, a frequentare un corso di etica giornalistica, a pagare una multa di tremila dollari, e a prestare servizio civile per 1.248 ore. Non fu condannato alla prigione, anche se trascorse quattro giorni in cella tra la data del verdetto e quella della sentenza.
Per soddisfare la richiesta di una valutazione psichiatrica, fu detto a Diana che lo psichiatra avrebbe dovuto essere pagato 100 dollari l'ora, a carica di Diana stesso, e che la valutazione avrebbe richiesto due ore. Successivamente fu detto a Diana che la sessione valutativa costava 1.200 dollari, poiché lo psichiatra affermava di aver impiegato dieci ore per leggere Boiled Angel, somma che Diana non fu in grado di pagare, così il medico non fu messo in condizione di fornire la sua valutazione alla corte, facendo effettivamente violare a Diana la libertà condizionata.